# Challenger de Tigre 2022 II
El torneo Challenger de Tigre 2022, denominado por razones de patrocinio Dove Men+Care Challenger Tigre II fue un torneo de tenis perteneció al ATP Challenger Tour 2022 en la categoría Challenger 80 y al Circuito Legión Sudamericana 2022. Se trató de la 2.ª edición, el torneo tuvo lugar en  Tigre, Argentina, desde el 25 de abril hasta el 1 de mayo de 2022 sobre pista de tierra batida al aire libre.

## Distribución de puntos
| Modalidad    | Campeón | Finalista | Semifinales | Cuartos de final | 2ª ronda | 1ª ronda | Clasificados | 2ª ronda de clasificación | 1ª ronda de clasificación |
| Individuales | 80      | 50        | 30          | 16               | 7        | 0        | 4            | 2                         | 0                         |
| Dobles       | 80      | 50        | 30          | 16               | -        | 0        | -            | -                         | -                         |

## Jugadores participantes del cuadro de individuales
| Favorito | País                 | Jugador                    | Rank1 | Posición en el torneo |
| -------- | -------------------- | -------------------------- | ----- | --------------------- |
| 1        | Bandera de Argentina | Facundo Bagnis             | 99    | Segunda ronda         |
| 2        | Bandera de Perú      | Juan Pablo Varillas        | 109   | Semifinales           |
| 3        | Bandera de Argentina | Camilo Ugo Carabelli       | 168   | CAMPEÓN               |
| 4        | Bandera de Argentina | Renzo Olivo                | 169   | Segunda ronda         |
| 5        | Bandera de Brasil    | Felipe Meligeni Alves      | 190   | Cuartos de final      |
| 6        | Bandera de Argentina | Nicolás Kicker             | 201   | Primera ronda         |
| 7        | Bandera de Argentina | Santiago Rodríguez Taverna | 206   | Cuartos de final      |
| 8        | Bandera de Brasil    | João Menezes               | 251   | Primera ronda         |

- 1 Se ha tomado en cuenta el ranking del 18 de abril de 2022.

### Otros participantes
Los siguientes jugadores recibieron una invitación (wild card), por lo tanto ingresan directamente al cuadro principal (WC):
- Facundo Bagnis
- Román Andrés Burruchaga
- Alejo Lorenzo Lingua Lavallén

Los siguientes jugadores ingresan al cuadro principal tras disputar el cuadro clasificatorio (Q):
- Daniel Cukierman
- Murkel Dellien
- Franco Emanuel Egea
- Santiago de la Fuente
- Juan Ignacio Galarza
- Conner Huertas del Pino

## Campeones

### Individual Masculino
- Camilo Ugo Carabelli derrotó en la final a  Andrea Collarini, 7–5, 6–2

### Dobles Masculino
- Guillermo Durán /  Felipe Meligeni Alves derrotaron en la final a  Luciano Darderi /  Juan Bautista Torres, 3–6, 6–4, [10–3]